# Kate Douglass
Kate Douglass (New York, 17 novembre 2001) è una nuotatrice statunitense.

## Biografia
Ha conquistato due ori, due argenti ed un bronzo ai Giochi olimpici e diciotto medaglie d'oro mondiali, sette in vasca lunga e undici in vasca corta. 
Tra il 24 ed il 31 ottobre 2024 ha migliorato per due volte il record del mondo dei 200 metri rana in vasca corta, abbassandolo prima a 2'14"16 e poi a 2'12"72. Nel dicembre dello stesso anno firma invece il nuovo record del mondo nei 200 metri rana (2'12"50) e nei 200 metri misti (in 2'01"63) ai mondiale in corta di Budapest.

## Palmarès
- Giochi olimpici

Tokyo 2020: bronzo nei 200m misti.
Parigi 2024: oro nei 200m rana e nella 4x100m misti, argento nei 200m misti e nella 4x100m sl.
- Mondiali

Budapest 2022: bronzo nei 200m rana, nella 4x100m sl e nella 4x100m sl mista.
Fukuoka 2023: oro nei 200m misti e nella 4x100m misti, argento nei 200m rana, nella 4x100m sl e nella 4x100m sl mista, bronzo nella 4x100m misti mista.
Doha 2024: oro nei 200m misti e nella 4x100m misti mista, argento nei 50m sl e nei 200m rana, bronzo nella 4x100m sl mista.
Singapore 2025: oro nei 200m rana, nella 4x100m sl mista e nella 4x100m misti, argento nei 100m rana, nei 200m misti e nella 4x100m sl.
- Mondiali in vasca corta

Abu Dhabi 2021: oro nella 4x50m sl e nella 4x100m sl, argento nella 4x50m misti e nella 4x50m misti mista, bronzo nei 200m misti.
Melbourne 2022: oro nei 200m rana, nei 200m misti, nella 4x50m sl, nella 4x100m misti e nella 4x50m misti mista, argento nella 4x100m sl e nella 4x50m misti.
Budapest 2024: oro nei 200m rana, nei 200m misti, nella 4x100m sl e nella 4x100m misti, argento nei 50m sl e nei 100m misti, bronzo nei 100m sl.
- Vincitrice della Coppa del Mondo nel 2024